# Barytherium
Il bariterio (Barytherium grave) è un mammifero estinto, appartenente ai proboscidati. Visse nel tardo Eocene e nel primo Oligocene (circa 36-32 milioni di anni fa), e i suoi resti fossili sono stati rinvenuti in Africa del Nord.

## Descrizione
Questo animale è noto solo per resti incompleti, sufficienti tuttavia a ricostruire un mammifero di enormi dimensioni, dalla corporatura molto robusta. Barytherium (il cui nome significa "bestia pesante") era dotato di una grande testa, un corpo voluminoso e zampe potenti e colonnari. Si tratta del più antico proboscidato di grandi dimensioni: si suppone che l'animale intero potesse superare i tre metri di lunghezza; l'altezza doveva essere di circa 1,8 - 2 metri, e il peso raggiungeva forse le 2 tonnellate. Resti scoperti in Libia farebbero supporre l'esistenza di un animale solo leggermente più piccolo dell'attuale elefante asiatico (Elephas maximus). Altri resti di dimensioni minori indicherebbero un forte dimorfismo sessuale all'interno della stessa specie. Non è chiaro se Barytherium avesse una corta proboscide o semplicemente labbra superiori particolarmente sviluppate. 
La mandibola aveva una struttura massiccia, con una sinfisi mandibolare molto lunga che si estendeva fino all'altezza del bordo posteriore del primo molare. Il margine inferiore della mandibola, più o meno all'altezza del primo premolare, era dotato di un'insolita prominenza verso il basso. Il ramo verticale della mandibola era massiccio e leggermente diretto in avanti. Il processo coronoide era massiccio. La mandibola era dotata di uno o due incisivi, tre premolari e tre molari. L'incisivo inferiore, a forma di zanna e diretto in avanti, era separato dal primo premolare da un lungo diastema. L'ultimo premolare e i tre molari erano bilofodonti, ovvero dotati di due creste; il terzo molare inferiore era dotato anche di un forte talonide. Il cranio è poco conosciuto: le mascelle erano massicce e dotate di molari bilofodonti e di incisivi superiori lunghi e robusti, diretti verso il basso.

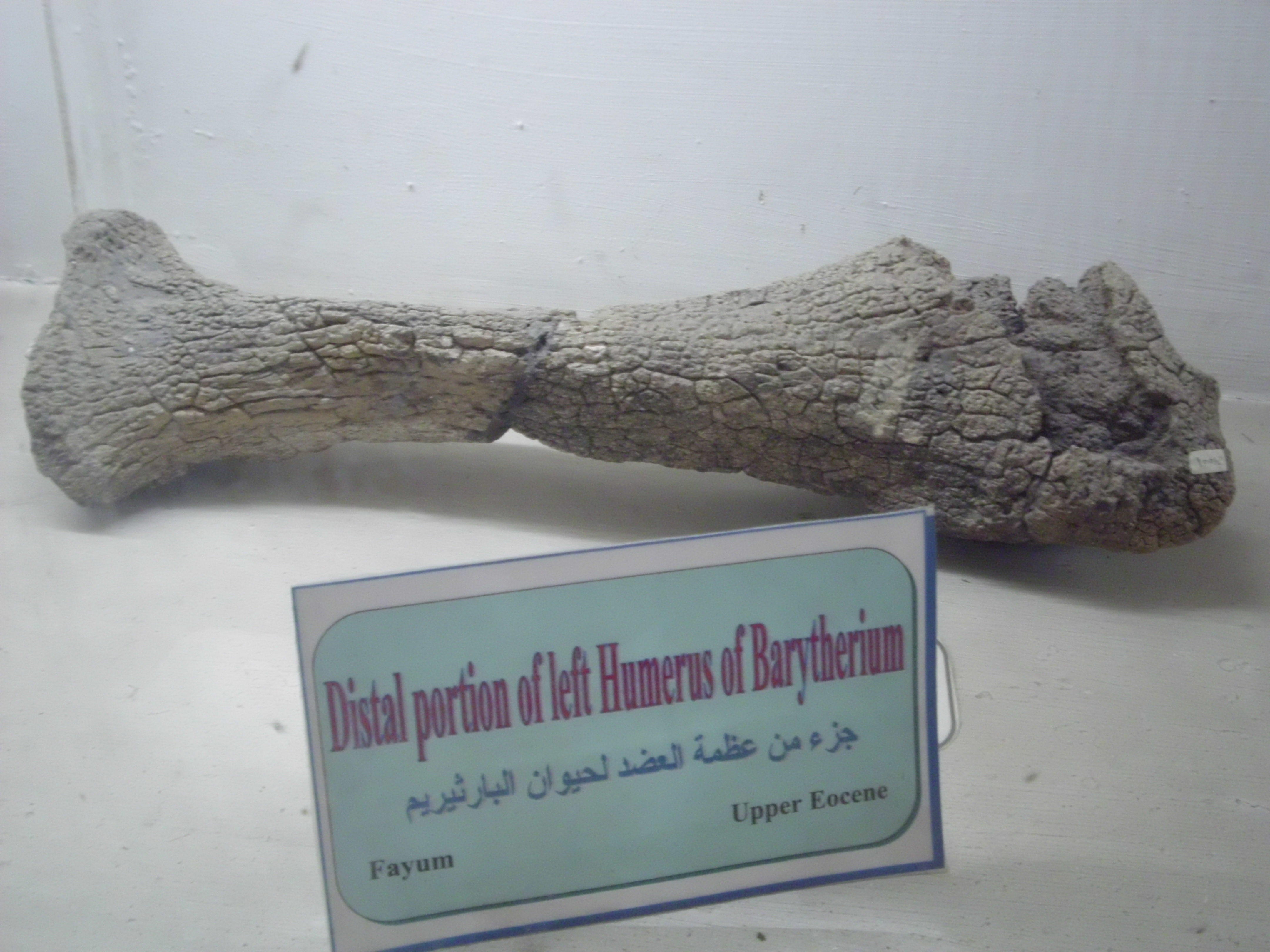
Omero di Barytherium

Per quanto riguarda lo scheletro postcranico, la caratteristica più rilevante è l'estrema robustezza delle ossa delle zampe. L'omero, in particolare, possedeva un'estremità distale eccezionalmente grande, e ogni elemento era molto sviluppato: condili, fossa coronoide e fossa dell'olecrano, cresta supinatrice e cresta deltoide. Per il resto, la forma dell'omero e del radio ricordano quelli dei grandi dinocerati nordamericani e asiatici, come Uintatherium. Le zampe posteriori erano anch'esse robuste. Il femore aveva una parte prossimale dotata di una testa arrotondata e di un collo leggermente ristretto; il grande trocantere non raggiungeva il livello della testa del femore.

## Classificazione
Barytherium grave venne descritto per la prima volta da C. W. Andrews nel 1901, sulla base di resti fossili ritrovati in Egitto, nella zona di El Fayoum, in terreni risalenti all'Oligocene inferiore. Altri fossili sono stati poi scoperti nella stessa zona in livelli più antichi. Materiali più completi furono descritti nel 1980 nella zona di Dor el Talha in Libia. 
Barytherium è un mammifero enigmatico, e fin dalla sua prima descrizione gli studiosi hanno avuto difficoltà riguardo alla sua classificazione. Le insolite caratteristiche di Barytherium indicherebbero parentele con i proboscidati, anche se sembrerebbe rappresentare una forma basale, sviluppatasi in una fase iniziale dell'evoluzione del gruppo. Lo stesso Andrews propose l'istituzione di un gruppo a sé stante, Barytheria, per questa forma. Attualmente Barytherium è considerato un membro arcaico ma già specializzato (ad esempio per quanto riguarda le dimensioni) dei proboscidati, all'interno di un clade noto come Barytherioidea. Un altro animale affine, di dimensioni minori, è Omanitherium.
I bariteri sembrerebbero essere affini ad altri antichi proboscidati come Numidotherium, vissuti qualche milione di anni prima. La linea evolutiva rappresentata dai bariteri si è estinta senza lasciare discendenti, così come quella dei più piccoli meriteri (gen. Moeritherium), presenti negli stessi luoghi e nello stesso periodo. Di poco posteriori, invece, sono Phiomia e Palaeomastodon, due forme più evolute da cui si originarono i mastodonti e gli elefanti attuali.

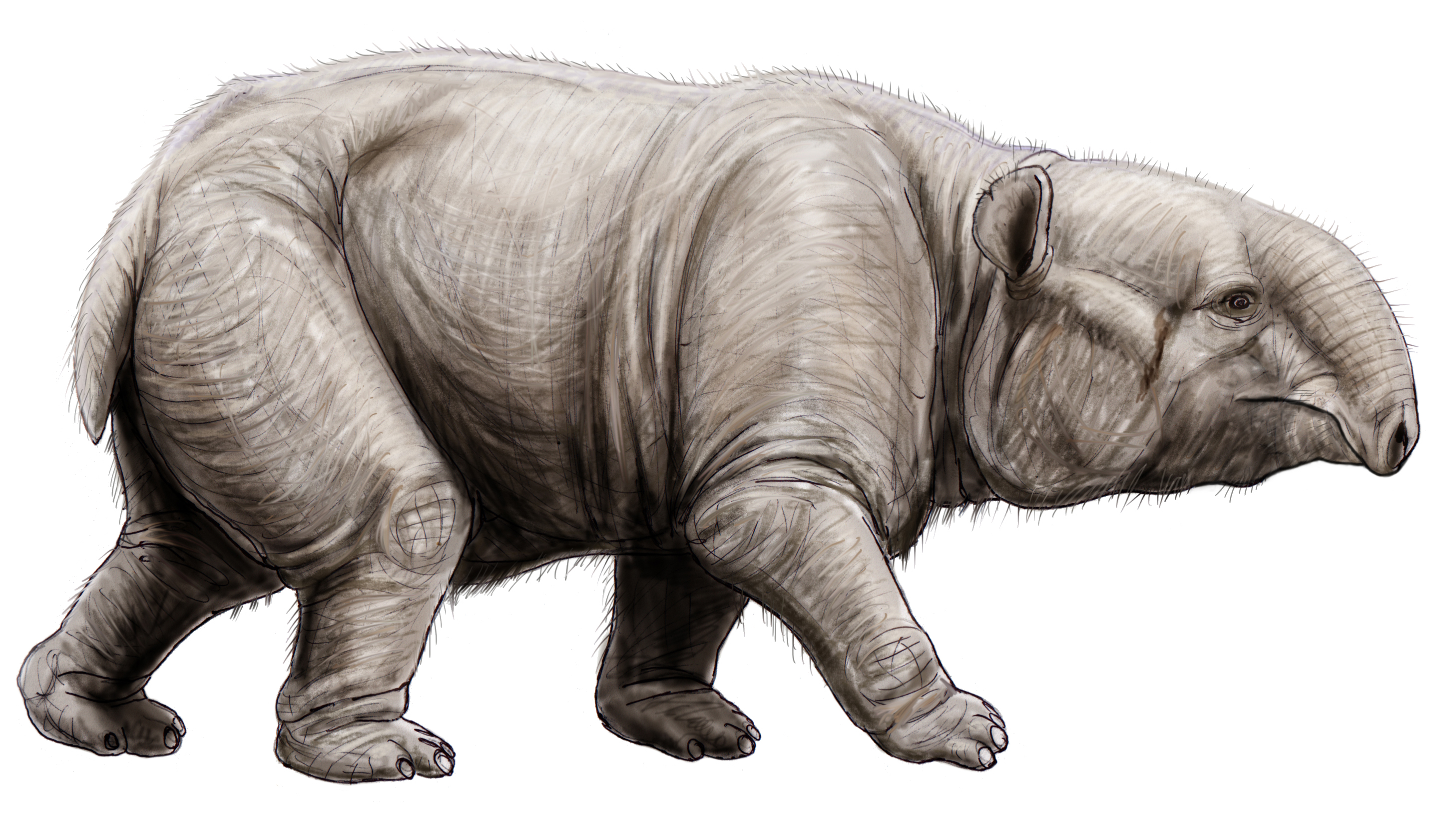
Ricostruzione di Barytherium grave. La ricostruzione del muso è del tutto ipotetica.

## Paleoecologia
Barytherium era un erbivoro che probabilmente viveva in un ambiente paludoso, dove si muoveva lungo le rive. I forti incisivi probabilmente esercitavano un'azione tagliente per le piante acquatiche di cui si nutriva Barytherium. Un esemplare adulto, a causa delle dimensioni gigantesche, era virtualmente privo di predatori.